# Sepioteuthis australis
Sepioteuthis australis là một giống mực thuộc họ Loliginidae. Đây là loài bản địa từ các đại dương ngoài khơi Australia và New Zealand. Loài này được đánh bắt thương mại, và là loài thường cắn câu khi người ta câu cá giải trí.